# مودیوگا
مودیوگا (به لاتین: Mudyuga) یک منطقهٔ مسکونی در روسیه است که در استان آرخانگلسک واقع شده‌است.